# Liste der Kulturdenkmäler in Untershausen
In der Liste der Kulturdenkmäler in Untershausen sind alle Kulturdenkmäler der rheinland-pfälzischen Ortsgemeinde Untershausen aufgeführt. Grundlage ist die Denkmalliste des Landes Rheinland-Pfalz (Stand: 21. Dezember 2021).

## Einzeldenkmäler
| Bezeichnung   | Lage                                                    | Baujahr                           | Beschreibung                                                                               | Bild                           |
| ------------- | ------------------------------------------------------- | --------------------------------- | ------------------------------------------------------------------------------------------ | ------------------------------ |
| Gemeindehaus  | Hauptstraße 10 Lage                                     | erste Hälfte des 19. Jahrhunderts | Fachwerkbau, teilweise massiv, Walmdach, erste Hälfte des 19. Jahrhunderts; Kruzifix, 1857 | Fotos hochladen                |
| Gnadenkapelle | nordwestlich des Ortes; Flur Das untere Storchfeld Lage |                                   | Wegekapelle, verputzter Bruchsteinbau                                                      | weitere Bilder Fotos hochladen |